# György Lukács (1865-1950)

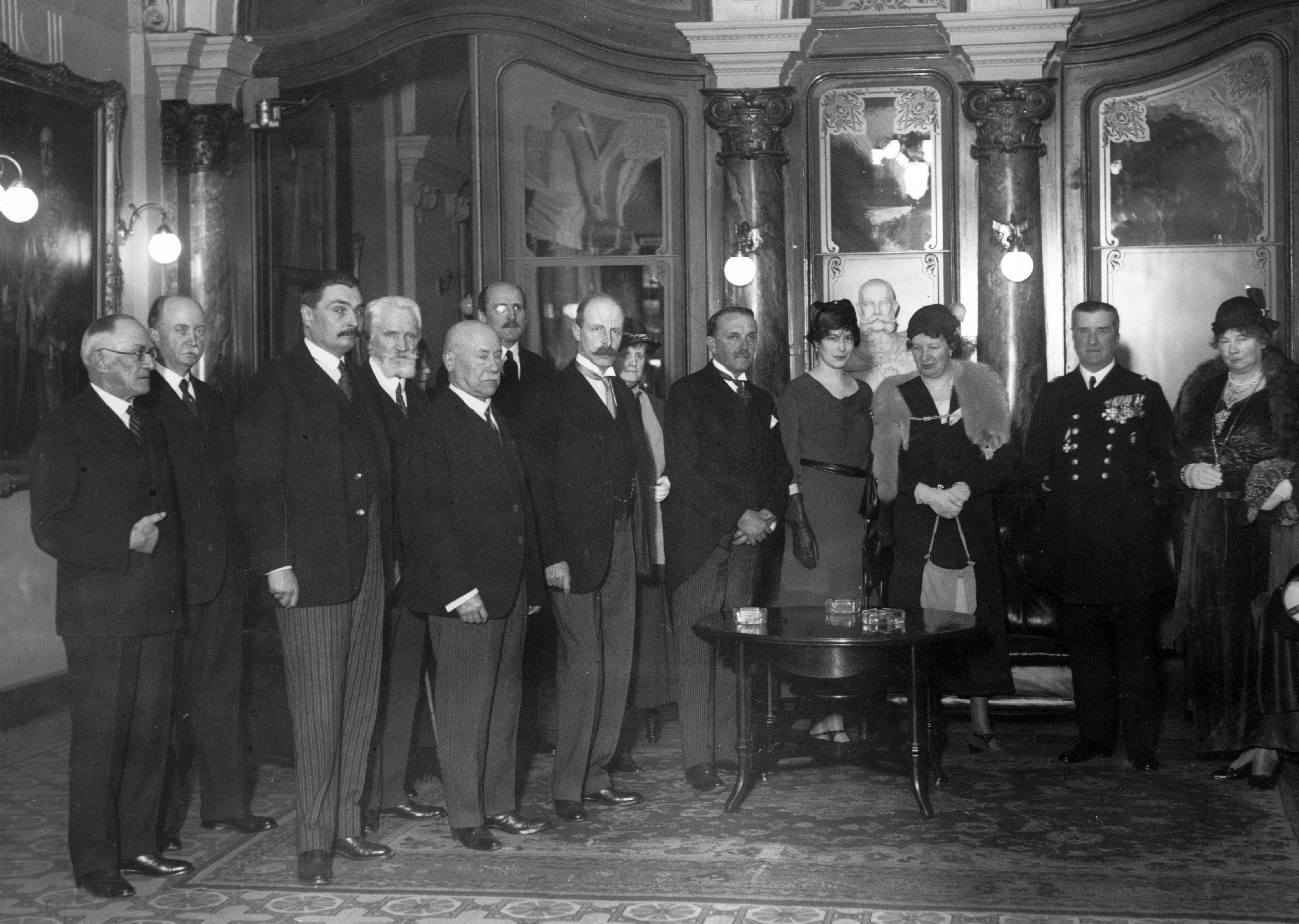
György Lukács, vijfde van links

György Lukács de Erzsébetváros (Nagyvárad, 10 september 1865 – Boedapest, 28 september 1950) was een Hongaars politicus, die van 1905 tot 1906 minister van Godsdienst en Onderwijs was.
Lukács werkte van 1887 tot 1897 voor het ministerie van Binnenlandse Zaken. Hij speelde een belangrijke rol in het breken van de boerenbewegingen. In 1905 werd hij minister van Godsdienst en Onderwijs in de regering-Fejérváry. Hij was lid van de Hongaarse landdag vanaf 1921. Ten tijde van het regentschap was hij actief betrokken bij de activiteiten van de Interparlementaire Unie en de Volkerenbondunie. Hij was voorzitter van de Hongaarse Nationale Vereniging voor Schone Kunsten en voorzitter van de chauvinistische partij Hongaarse Revisionistische Liga.